# Parti républicain catalan
Le Parti républicain catalan (en catalan : Partit Republicà Català) est un parti politique catalan fondé en 1917, de tendance républicaine et catalaniste. Il a joué un rôle important dans la vie politique catalane entre 1917 et 1931, date à laquelle, sous l'impulsion de Lluís Companys, il a fusionné avec d'autres organisations pour devenir l'Esquerra Republicana de Catalunya. 
En 2005, d'anciens militants d'ERC ont refondé le Parti républicain catalan, avec pour objectif de lutter pacifiquement pour l'indépendance de la Catalogne.